# Tratado de amistad ruso-persa (1921)

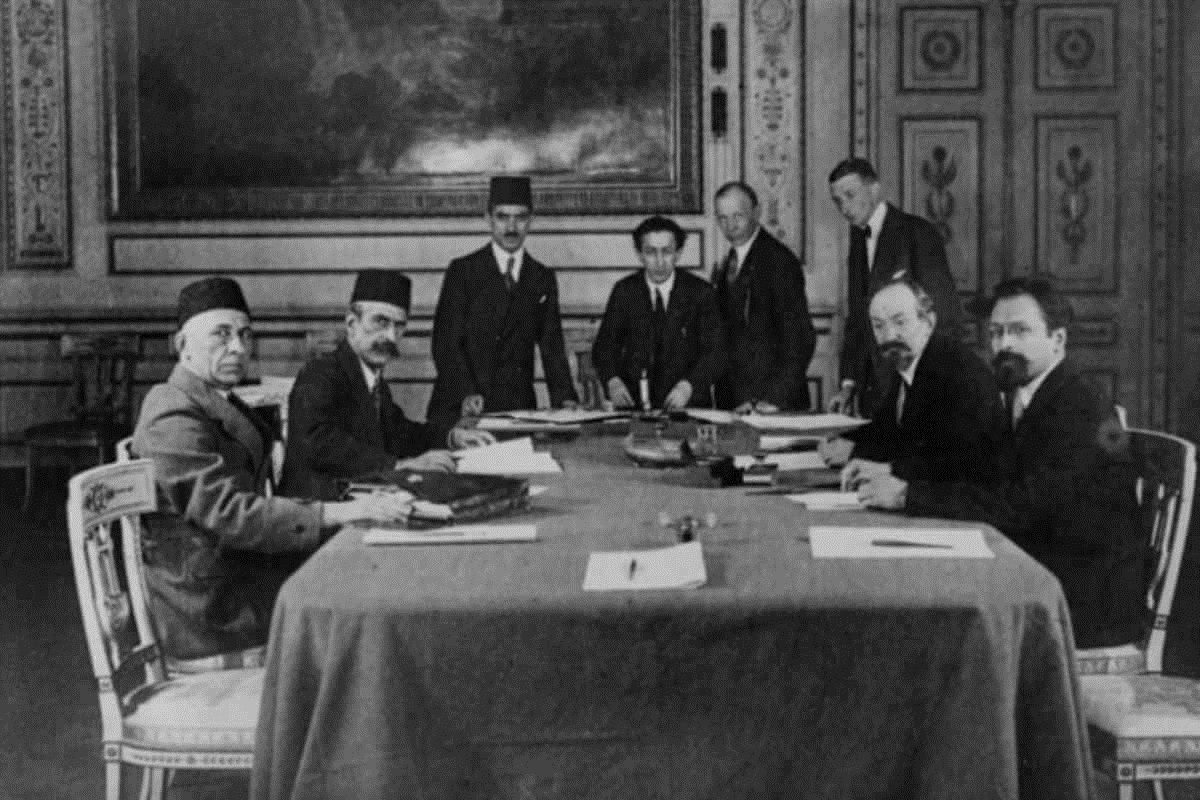
Firma del tratado de amistad ruso-persa

El tratado de amistad ruso-persa fue firmado el 26 de febrero de 1921 entre los representantes de Irán y la Rusia soviética. Sobre la base de los términos del tratado, todos los acuerdos previos firmados entre los signatarios, incluido el tratado de Turkmenchay, fueron cancelados. Por otra parte, tanto la Rusia soviética como Irán gozaban de derechos de expedición completos e iguales en el mar Caspio, junto con el derecho de enarbolar sus respectivas banderas nacionales en sus buques comerciales. Las ratificaciones se intercambiaron en Teherán el 26 de febrero de 1922. Se registró en la Serie de Tratados de la Sociedad de Naciones el 7 de junio de 1922. El propósito original del tratado era evitar que las fuerzas contrarrevolucionarias rusas blancas que huyeran a Irán después de la revolución bolchevique atacaran a los soviéticos desde el territorio iraní como sucedió a finales de 1918. La aprobación del tratado, y en particular los artículos 5 y 6, fue objeto de un intenso debate en el parlamento persa; el sentimiento antibritánico, sin embargo, condujo a su aceptación sin alteración. El tratado serviría de base para una ocupación soviética en 1941, y los artículos 5 y 6 fueron finalmente rechazados por Irán en 1979.

## Extractos
Firmado en Moscú, 26 de febrero de 1921
ARTÍCULO 5
Las dos Altas Partes Contratantes se comprometen a:
(1) Prohibir la formación o presencia dentro de sus respectivos territorios de cualquier organización o grupo de personas, cualquiera que sea el nombre por el que son conocidos, que tengan por objeto cometer actos de hostilidad contra Persia o Rusia o contra los Aliados de Rusia. Igualmente prohibirán la formación de tropas o ejércitos dentro de sus respectivos territorios con el objeto antes mencionado.
(2) No permitir a un tercero u organización, cualquiera que sea su denominación, que sea hostil a la otra Parte Contratante, importar o transmitir en tránsito a través de sus países material que pueda ser utilizado contra la otra parte.
(3) Prevenir por todos los medios en su poder la presencia dentro de sus territorios o dentro de los territorios de sus Aliados de todos los ejércitos o fuerzas de un tercero en los casos en que la presencia de tales fuerzas sería considerada como una amenaza a las fronteras, intereses o seguridad de la otra Parte Contratante.
ARTÍCULO 6
Si un tercero intenta llevar a cabo una política de usurpación por medio de una intervención armada en Persia, o si tal Poder desea utilizar el territorio persa como base de operaciones contra Rusia, o si una Potencia Extranjera amenazase las fronteras de la Federación Rusia o de sus aliados, y si el gobierno persa no pudiera poner fin a tal amenaza después de haber sido una vez llamado a hacerlo por Rusia, Rusia tendrá derecho a avanzar sus tropas al interior persa para llevar a cabo las operaciones militares necesarias para su defensa. Rusia se compromete, sin embargo, a retirar sus tropas del territorio persa tan pronto como el peligro haya sido resuelto.

## Anexo de 1931
(El Shah de Persia exigió aclaración soviética de los artículos 5 y 6 del tratado de amistad)
Teherán, 12 de diciembre de 1931, su Excelencia,
En respuesta a su carta de fecha 20 de Gueos, tengo el honor de informarle que los artículos 5 y 6 solo se aplican a los casos en los que se han hecho preparativos para un ataque armado considerable contra Rusia o las repúblicas soviéticas aliadas a ella por los partidarios del régimen que ha sido derrocado o por sus partidarios entre las potencias extranjeras que están en condiciones de ayudar a los enemigos de las repúblicas obreras y campesinas y, al mismo tiempo de una parte del territorio persa, estableciendo así una base de operaciones para cualquier ataque, hecho directamente a través de las fuerzas contrarrevolucionarias que pudieran especular contra Rusia o las repúblicas soviéticas aliadas a ella. 
Por lo tanto, los artículos a los que se hace referencia no pretenden en modo alguno aplicarse a los ataques verbales o escritos dirigidos contra el Gobierno soviético por los diversos grupos persas o incluso por emigrantes rusos en Persia, en la medida en que tales ataques son generalmente tolerados entre potencias vecinas animada por sentimientos de amistad mutua.
Con respecto al artículo 13 y al pequeño error al que usted llama la atención en el artículo 3 con referencia a la Convención de 1881, estoy en condiciones de afirmar categóricamente, como he dicho siempre, que mi Gobierno, cuya actitud hacia la nación persa es enteramente amable, nunca ha buscado poner ninguna restricción sobre el progreso y la prosperidad de Persia. 
Yo mismo comparto plenamente esta actitud y estaría preparado por si se mantienen relaciones amistosas entre los dos países para promover negociaciones con miras a una revisión total o parcial de estos artículos en las líneas deseadas por el Gobierno persa en la medida en que los intereses de Rusia lo permitan.
En vista de las declaraciones precedentes, confío en que, como me ha prometido usted en su carta, su Gobierno y el Mejlis ratifiquen el Tratado en cuestión lo antes posible.
Le ruego acepte, su Excelencia, etc.
(Firmado) ROTHSTEIN
Representante diplomático de la
República Socialista Federativa Soviética de Rusia